# Bernadette Andrea
Bernadette Andrea (1966) (PhD, Universidad Cornell) es una profesora de cultura inglesa estadounidense, en la Universidad de California en Santa Bárbara, anteriormente en la Universidad de Texas en San Antonio, donde fue también directora del Departamento de Inglés, Arte y cultura clásica, y de Filosofía.
Sus estudios se focalizan en escritos de mujeres de los siglos XVI hasta el XVIII, dándole énfasis a las interacciones entre Europa Occidental y el Imperio Otomano. Su texto sobre Women and Islam in Early Modern English Literature fue publicado por Cambridge University Press en 2007 (paperback con reimpresión en 2009). Su libro Delarivier Manley and Mary Pix: English Women Staging Islam, 1696-1707 se remitió desde el Centro de Estudios para la Reforma y el Renacimiento (Universidad de Toronto).

## Otras publicaciones
- bernadette Andrea, linda McJannet. 2011. Early Modern England and Islamic Worlds. Edición ilustrada de Palgrave Macmillan, 272 pp. ISBN 023011542X, ISBN 9780230115422